# Jürgen Ruland
Jürgen Ruland (* 1966) ist ein deutscher Immunologe und Onkologe.

## Leben und Wirken
Jürgen Ruland studierte ab 1987 Medizin an der Justus-Liebig-Universität Gießen und am Medical College of Pennsylvania in Pittsburgh. Von 1994 bis 1996 war er als Arzt im Praktikum an der TU München und der Albert-Ludwigs-Universität Freiburg. 1996 wurde er in Gießen in Pharmakologie promoviert und erhielt im selben Jahr seine Approbation als Arzt. Er war als Post-Doktorand von 1997 bis 2002 am Ontario Cancer Institute in Toronto und ab 2002 wissenschaftlicher und ärztlicher Mitarbeiter an der TU München, an der er sich 2005 habilitierte. Von 2003 bis 2011 war er dort Leiter der Max-Eder-Nachwuchsgruppe der Deutschen Krebshilfe und von 2009 bis 2012 Leiter der Forschungsgruppe Signalleitung im Immunsystem am Helmholtz Zentrum München und der TU München. 2010 wurde er an der TU München Professor für molekulare Immunologie und Direktor des neu gegründeten Instituts für molekulare Immunologie und 2012 Direktor des Instituts für klinische Chemie und Pathobiochemie am Klinikum rechts der Isar. Seit 2012 hat er den Lehrstuhl für klinische Chemie an der TU München.
Ruland befasst sich mit Regelungsmechanismen im Immunsystem, der Frage wie Pathogene vom Immunsystem erkannt werden und welche Signale die Immunabwehr auslösen und wie fehlgeleitete Signale zu Leukämie und Lymphdrüsenkrebs führen. Außerdem erkannte er wie die Dectin-Rezeptoren des Immunsystems Pilze erkennen und klärte deren Signalprozesse.
2018 wurde er Sprecher des Sonderforschungsbereichs Aberrante Immunsignale bei Krebserkrankungen.
2006 erhielt er den Artur-Pappenheim-Preis der Deutschen Gesellschaft für Hämatologie und Onkologie 2010 den Paul-Martini-Preis und den Wilhelm-Warner-Preis für Krebsforschung und 2012 den Gottfried-Wilhelm-Leibniz-Preis. 2013 und 2019 erhielt er einen ERC Advanced Grant. Er ist seit 2015 Mitglied der Leopoldina und seit 2016 Mitglied der Bayerischen Akademie der Wissenschaften.

## Schriften (Auswahl)
- mit G. S. Duncan, T. W. Mak u. a.: Bcl10 is a positive regulator of antigen receptor-induced activation of NF-kappaB and neural tube closure, Cell, Band 104, 2001, S. 33–42.
- mit O. Gross u. a.: Card9 controlls a non-TLR signalling pathway for innate anti-fungal immunity, Nature, Band 442, 2006, S. 651–656.
- mit O. Gross u. a.: Syk kinase signalling couples to the Nlrp3 inflammasome for anti-fungal host defence, Nature, Band 459, 2009; S. 433–436.
- mit S. Roth u. a.: Rad50-CARD9 interactions link cytosolic DNA sensing to IL-1beta production, Nature Immunology, Band 15, 2014, S. 538–545.
- mit T. Wartewig u. a. PD-1 is a haploinsufficient suppressor of T cell lymphomagenesis, Nature, Band 552, 2017, S. 121–125.